# Миколаїв-Дністровський
Миколаїв-Дністровський (до 1964 року — Миколаїв-Дроговиже) — проміжна залізнична станція Львівської дирекції Львівської залізниці на електрифікованій лінії Львів — Стрий між станціями Щирець II (19 км) та Пісочна (7 км). Розташована у селі Розвадів Стрийського району Львівської області.
Залізнична колія у напрямку зупинного пункту Задорожна простягається вздовж Миколаївського цементного заводу. За 2 км на південь від станції межує із селом Дроговиж, а за 2,3 км розташовується залізничний переїзд автошляху Городок — Комарно — Миколаїв. Станція прилягає до берега Розвадівського озера.
У Стрийському напрямку залізниця проходить повз завод силікатної цегли й долає 115-метровий залізничний міст через річку Дністер. Далі двоколійна залізниця прямує у напрямку станції Пісочна. За 2,2 км від Дністра залізниця перетинає його притоку — річку Бридниця.

## Історія
Станція відкрита 16 листопада 1873 року в складі залізниці Львів — Стрий під первинною назвою Миколаїв-Дроговиже. Сучасна назва з 1964 року.
У 1962 році станція електрифікована постійним струмом (=3 кВ) у складі дільниці Львів — Стрий.

## Пасажирське сполучення
На станції зупиняються приміські та регіональні поїзди, а також поїзд далекого сполучення.
З 24 вересня 2022 року регіональний поїзд «Прикарпатський експрес» № 807/808 сполученням Львів — Коломия пришвидшує час у дорозі та має додаткову зупинку Миколаїв-Дністровський (поїзд прямує через станції Івано-Франківськ, Калуш, Долина, Моршин та Стрий). На маршруті використовується дизель-поїзд ДПКр-3 українського виробництва.